# Jodis mediofasciata
Jodis mediofasciata är en fjärilsart som beskrevs av Leo Schwingenschuss 1953. Jodis mediofasciata ingår i släktet Jodis och familjen mätare. Inga underarter finns listade i Catalogue of Life.